# Мокарта (Трапани)
Мокарта је насеље у Италији у округу Трапани, региону Сицилија.
Према процени из 2011. у насељу је живело 341 становника. Насеље се налази на надморској висини од 85 м.